# Tihomir Blaškić
Tihomir Blaškić (nacido el 2 de noviembre de 1960 en Kiseljak, Bosnia y Herzegovina, Yugoslavia) fue un oficial bosniocroata del ejército del Consejo Croata de Defensa, condenado por crímenes de guerra por el Tribunal Penal Internacional para la ex Yugoslavia.

## Carrera militar
Tihomir Blaškić nació en una familia pobre, donde los varones sin medios de subsistencia se unían a una orden religiosa o realizaban la carrera militar. Blaškić optó por esta última y se matriculó en la escuela secundaria militar de Zagreb, para convertirse en oficial del Ejército Popular Yugoslavo (JNA). Allí destacó y más tarde se unió al prestigioso cuerpo de la Guardia Presidencial de Josip Broz Tito. Según su propio testimonio, lloró durante el funeral de Tito. 
En 1991, al igual que la mayoría de personas de etnia croata, dejó el JNA con el rango de Mayor y más tarde se sumó a la formación armada de los croatas de Bosnia y Herzegovina, el Consejo Croata de Defensa (Hrvatsko vijeće obrane o HVO). Allí obtuvo el rango de Coronel, comandando unidades en Bosnia central, durante la guerra de Bosnia.

## Guerra de Bosnia; elvalle de Lašva
Desde el reconocimiento internacional de la independencia de Bosnia y Herzegovina, el 6 de abril de 1992, los enfrentamientos armados estallaron entre las distintas comunidades. Los croatas de Bosnia y Herzegovina crearon el Consejo Croata de Defensa (HVO) el 8 de abril de 1992, apoyados por el ejército croata (HV). Las zonas bajo su control se incluyeron en la Comunidad Croata de Herzeg-Bosnia (HZBH). Al comienzo del conflicto, Blaškić tenía el rango de coronel del HVO. El 27 de junio de 1992, fue ascendido a Comandante del Distrito Regional de las Fuerzas Armadas en Bosnia central. Desde este puesto mandó las tropas del HVO en el Valle del Lašva, en la zona central de Bosnia y Herzegovina, poblada principalmente por bosnios musulmanes y croatas. Entre mayo de 1992 y enero de 1993, las tensiones entre las dos comunidades se exacerbaron. Se produjeron las primeras destrucciones de mezquitas y casas musulmanas, asesinatos de civiles y saqueos. 
Después de dos ultimátums lanzados en enero y abril de 1993 a los musulmanes para obligarlos a entregar sus armas, las fuerzas croatas bajo el mando directo de Tihomir Blaškić, atacaron varios municipios del valle. Las fuerzas croatas, del Consejo de Defensa Croata y unidades paramilitares saquearon e incendiaron casas y graneros, mataron el ganado, y destruyeron o dañaron las mezquitas. Por otra parte, mataron a civiles sin distinción de edad o sexo. Algunos fueron detenidos y deportados a centros de detención, siendo el suceso más grave la masacre de Ahmići.

## Acusación y juicio
En 1996 el Tribunal Penal Internacional para la ex Yugoslavia (TPIY) acusó a Blaškić de los crímenes cometidos por las tropas bajo su mando contra los bosnios en Bosnia central, en particular el Valle del Lašva, incluyendo violaciones graves de los Convenios de Ginebra, violaciones de las leyes o usos de guerra y crímenes contra la humanidad.
En un primer momento, el primer ministro croata Franjo Tuđman reaccionó ante esta acusación nombrando a Blaškić inspector general del Ejército de Croacia. 
A finales de año, Blaškić fue informado por sus superiores militares de que su deber era entregarse voluntariamente, y acató la orden. Su juicio se inició el 24 de junio de 1997, y fue condenado a 45 años de prisión en marzo de 2000.
El caso fue a recurso hasta julio de 2004 cuando el Tribunal de apelación desestimó 16 de los 19 cargos de la acusación inicial, en particular la afirmación de que Blaškić era el máximo responsable de la masacre de Ahmići y que Ahmići no era un objetivo militar legítimo. La decisión dejó muchos cabos sueltos y aceptó la alegación de la defensa de que existía una "doble cadena de mando" . 
El pliego de apelaciones no le libró de todos los cargos, y se mantuvieron algunos como el trato inhumano a prisioneros de guerra.
La condena a Blaškić se redujo a nueve años de prisión, teniendo en cuenta los atenuantes de buen comportamiento, mala salud, entrega voluntaria y tener hijos pequeños. Su defensa solicitó una pronta liberación, ya que ya había cumplido ocho años y cuatro meses, y la petición fue concedida.
El 29 de julio de 2005 la fiscal jefe del TPIY Carla Del Ponte presentó una moción para nuevo juicio, citando nuevas evidencias acerca de su culpabilidad. La Sala de Apelaciones rechazó esta propuesta el 23 de noviembre de 2006.

## Otras lecturas
- Shahram Dana, Revisiting the Blaškić Sentence: Some Reflections on the Sentencing Jurisprudence of the ICTY, Revista de ley penal internacional, 4.
- Heiko Meiertöns,  Superior Responsibility and Mens Rea-The Appeals Decision in the Blaskic-Case, 18 Diario de Derecho Internacional de la Paz y Conflictos Armados, 53-58 (2005)
- Blaskic Judgement overturned Due to Judge Jorda's Errors, Brian Gallagher, Globus, 15 de octubre de 2004

- Datos: Q1697877